# Кома (филм из 2020)
Кома (рус. Кома) руски је научнофантастични и акциони филм из 2020. године у режији Никите Аргунова. Приказао га је Централ Партнершип у биоскопима у Русији 30. јануара 2020. године. У Србији га је приказао Sci Fi 17. децембра 2020. године.

## Радња
Након мистериозне несреће, млади архитекта се враћа себи у веома чудом свету. Мора да сазна тачне законе и прописе о томе док се бори за живот и тражи излаз у стварни свет.

## Улоге
| Глумац                | Улога              |
| --------------------- | ------------------ |
| Ринаљ Мухаметов       | Виктор / Архитекта |
| Антон Пампушни        | Флај               |
| Љубов Аксјонова       | Фантом             |
| Милош Биковић         | Астроном           |
| Константин Лавроненко | Јан                |
| Полина Кузминскаја    | Спирит             |
| Ростислав Гулбис      | Гном               |
| Вилен Бабичев         | Танк               |
| Леонид Тимцуник       | Кабел              |